# ESVPS
European School of Postgraduate Veterinary Studies - ESVPSは、獣医師向けにヨーロッパを拠点とした卒後教育機関であり、高水準な臨床の教育と専門資格を提供しています。
この機関は、ヨーロッパ基準に基づく卒後教育を採用し、獣医臨床のスキル向上を目指すプロフェッショナル向けの幅広いプログラムを提供しています。

## 主な特徴
- 卒後教育の専門機関 : 獣医師向けに設計されたモジュール型コースを提供し、臨床医としての実践力を養成します。コースはヨーロッパを中心に世界各地で展開されており、オンラインおよび対面形式で受講可能です。
- 多様な分野をカバー : 小動物、馬、家畜などを対象に、外科、内科、診断、画像診断、歯科、皮膚科、救急・集中治療などの専門分野に特化しています。
- 国際的に認知される資格 : 各コース修了後、資格試験に合格すると認定資格が授与されます。これにより、獣医師としてのスキルが国際的に認められ、キャリアの幅を広げることが可能です。